# Шольден
Шольден (норв. Skjolden) — норвежская деревня, входящая в состав коммуны Лустер в фюльке Вестланн. Деревня расположена в одном из ответвлений самого протяженного в Европе фьорда — Согне-фьорда. В Шольдене проживают порядка 200 человек.

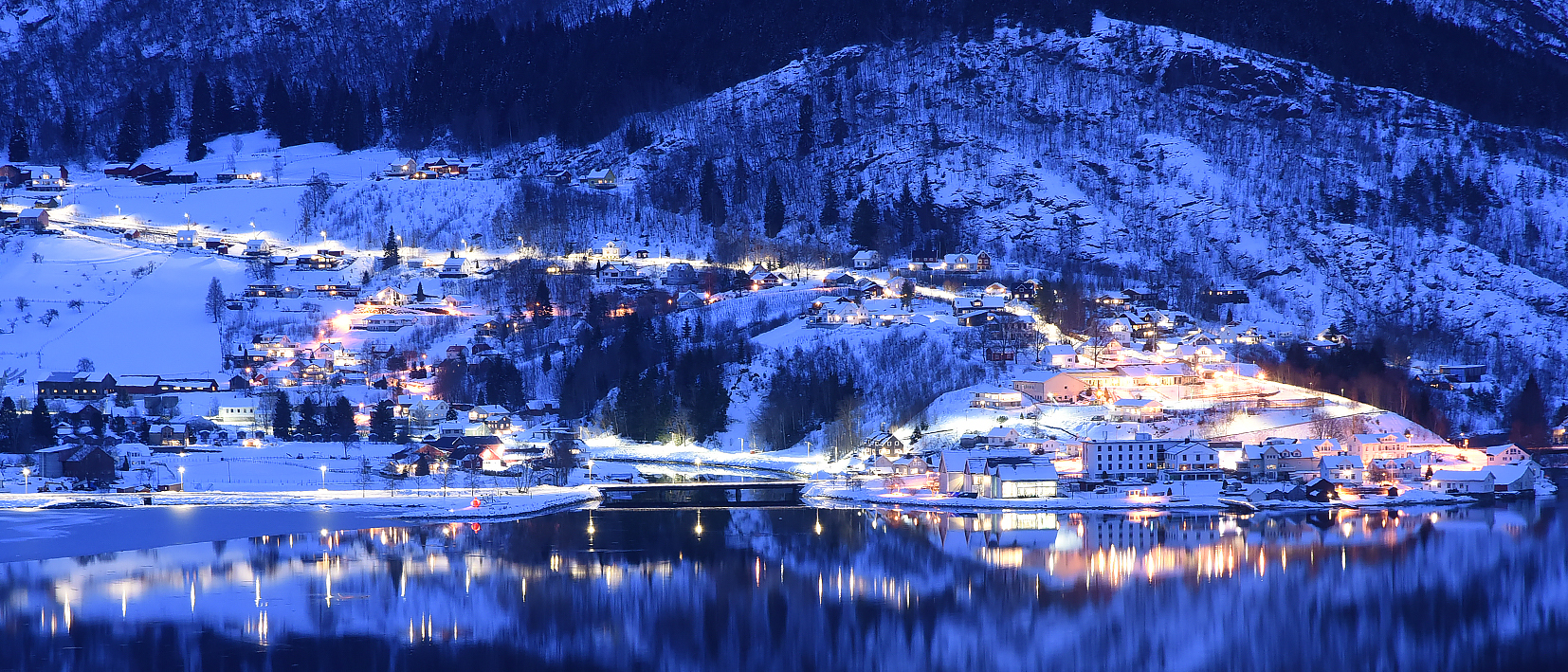
Деревня Шольден, февраль 2024 год. Фото Вадима Чуприны.

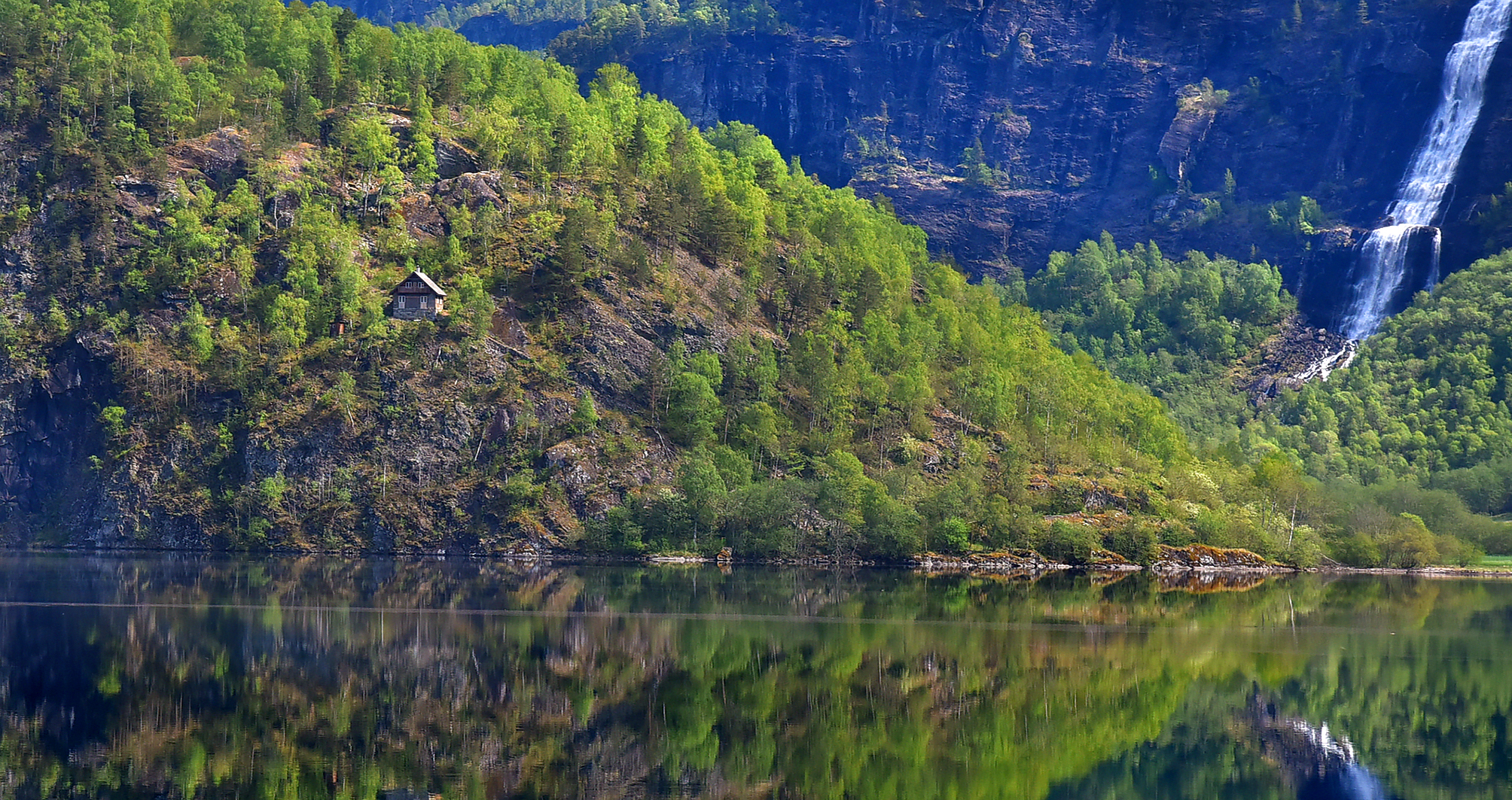
Восстановленный дом Людвига Витгенштейна в Шёлдене. Фото 2024 года.

## Известные жители
Маленькая норвежская деревня некоторое время служила пристанищем для известного австрийского философа XX века Людвига Витгенштейна. Здесь он вел уединенный образ жизни, полностью отдаваясь работе над своими философскими трудами. Его дом располагался в значительном отдалении от Шольдена: на высокой скале прямо на противоположном берегу того озера, где находится деревня. Дом был разрушен в 1958 году, однако усилиями местных жителей была восстановлена его точная копия на руинах старого фундамента и в 2019 году дом стал доступен для посещения.